# Franziskanerkloster Dresden

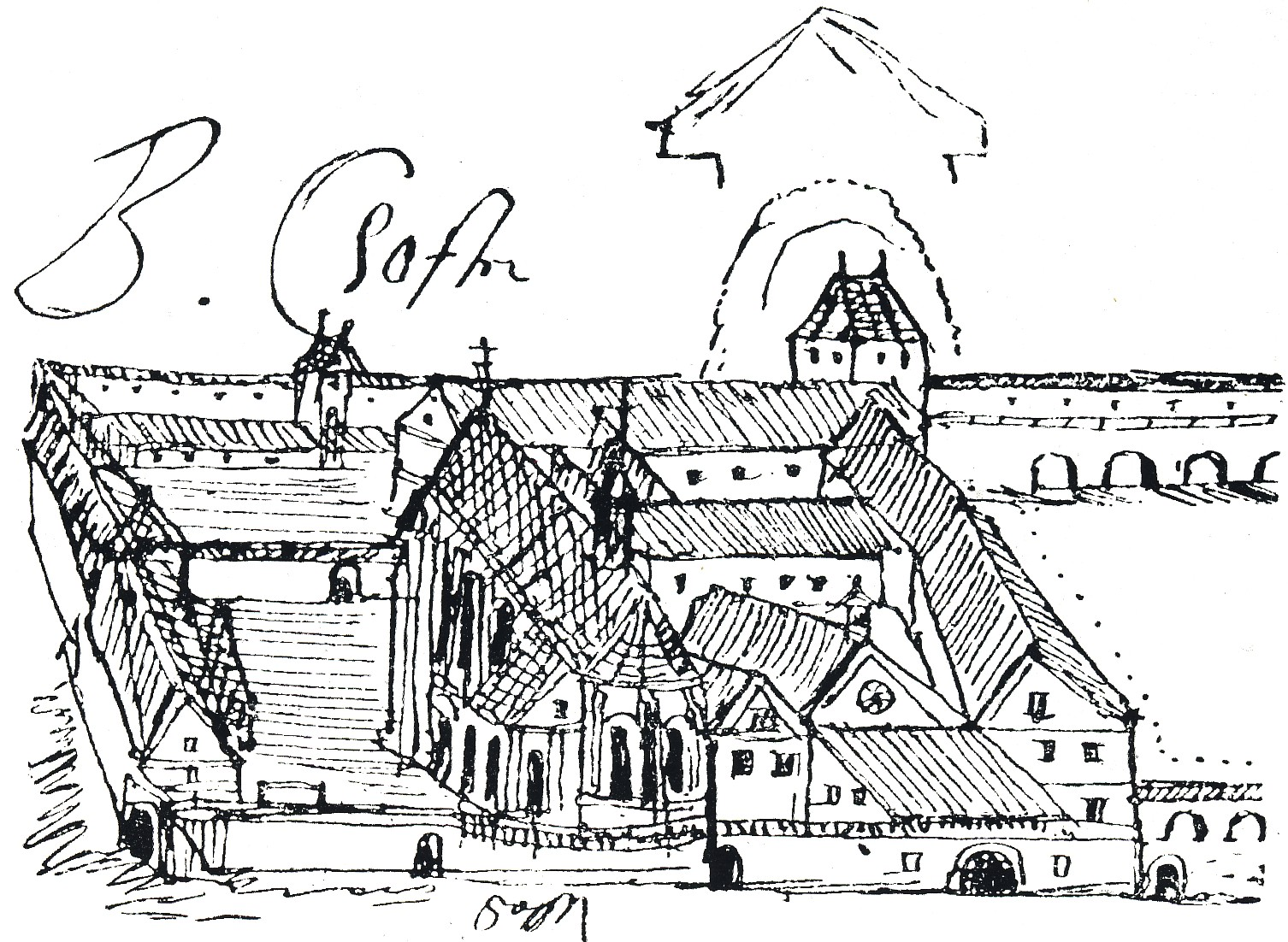
Das Franziskanerkloster 1555

Das Franziskanerkloster oder auch Barfüßerkloster war ein Kloster des Franziskanerordens in Dresden, das im Jahre 1272 erstmals urkundlich erwähnt wurde. 

## Geschichte

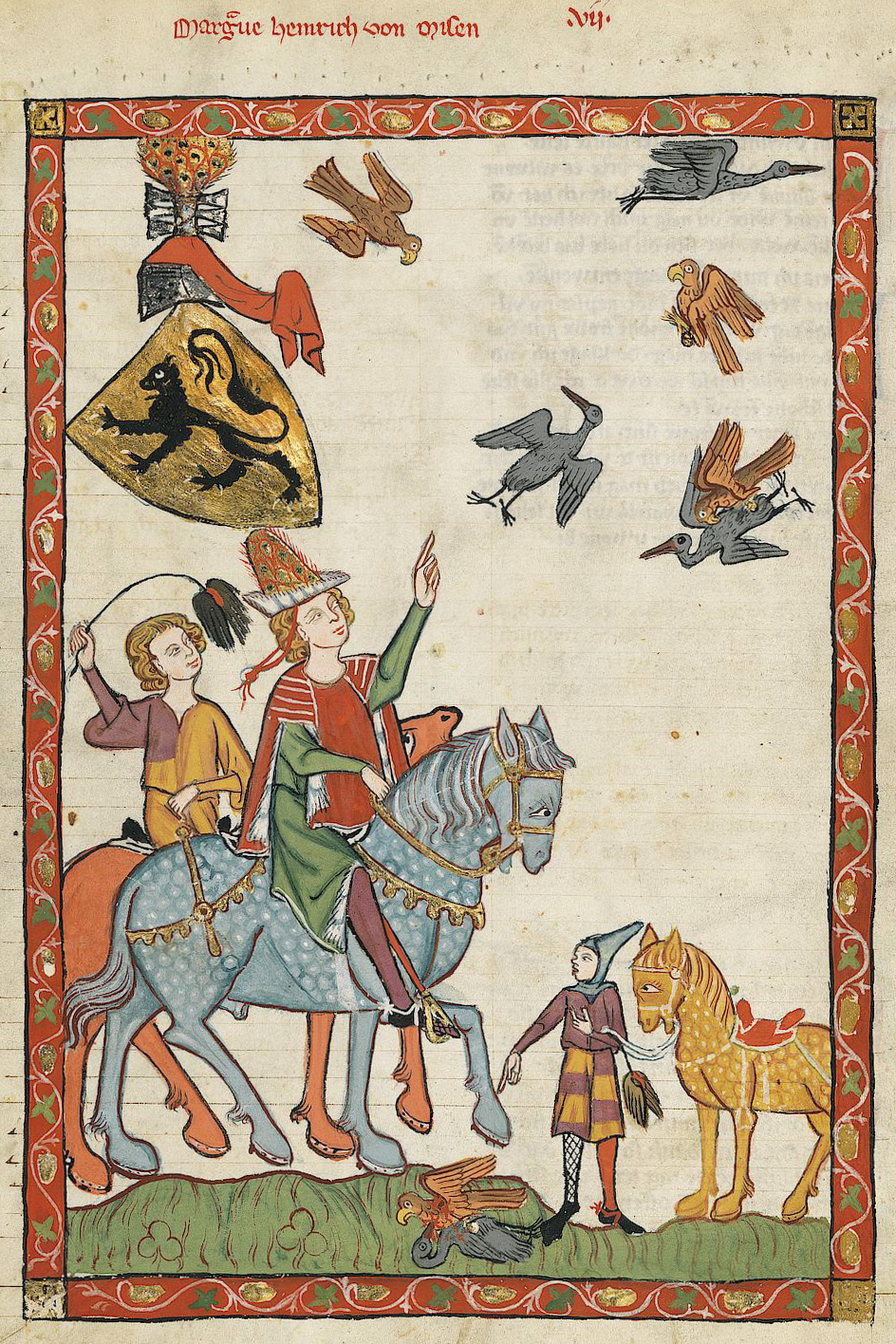
Heinrich der Erlauchte stiftete das Kloster

Das Kloster war eine Stiftung des Meißner Markgrafen Heinrich dem Erlauchten. Da im Jahr 1265 in Dresden ein Provinzkapitel der Sächsischen Ordensprovinz unter Leitung des Provinzials, Bruder Bartholomäus, stattfand, muss das Kloster des 1210 gegründeten Franziskanerordens bereits zu dieser Zeit bestanden haben. Ein genaues Gründungsdatum ist jedoch nicht bekannt, Forscher datieren die Gründung auf die Zeit zwischen 1240 und kurz vor 1265.
Erstmals wurde das Kloster in einer Urkunde aus dem Jahr 1272, die Seußlitzer Pfarre betreffend, in der Beschreibung „in domu minorum fratrum“ genannt. Ein Brief aus dem Jahr 1279 erwähnt einen Bruder Johannes als Guardianus zu Dresden. Im Jahr 1321 wurde das Kloster unter Markgraf Friedrich I. vergrößert. Friedrich III. stiftete 1351 eine neue Kirche, die wesentlich verändert bis 1962 als Sophienkirche Bestand hatte. Ein Brand im Jahr 1407 soll einen großen Teil der Klostergebäude zerstört haben.
Der Rat zu Dresden verwaltete die Klostereinkünfte seit 1410, wie es durch die Ordensstatuten gefordert wurde, und ernannte dafür im Jahr zwei Klosterverweser unter seinen Männern. Im Jahr 1539 wurde in Sachsen die Reformation eingeführt und katholische Gottesdienste sowie Klöster verboten. Im Kloster lebten zu dem Zeitpunkt noch fünf Patres und zwei Laienbrüder. Im Jahr 1541 übergab Herzog Heinrich der Fromme dem Rat der Stadt Dresden das Kloster und die Klosterkirche, die die Gebäude jedoch nicht nutzten. Sein Nachfolger Moritz richtete 1544 in der Sakristei des Klosters ein Zeughaus ein. Nach dem Bau eines eigenständigen Zeughauses im Jahr 1563 wurden die Klosterräume zur Lagerung von Salz, Getreide und anderem Proviant genutzt, es wurden eine Werkstatt für Weinkufen der Hofkellerei und das kurfürstliche Brauhaus eingerichtet und andere Teile der Anlage als Pferdeställe und Kutscherwohnungen eingerichtet. Bis 1775 dienten Teile der Anlage zudem als Wasch- und Kochhaus.
Bereits im 17. Jahrhundert wurden Teile der Klostergebäude abgerissen. Weitere Abschnitte des Klosters wurden 1775 abgebrochen und die letzten Reste, außer der Kirche, schließlich 1820 beseitigt.
Von 1947 bis 1975 gab es noch einmal eine Niederlassung der Franziskaner in Dresden, und zwar in der „Villa Odin“, später Heilig-Kreuz-Kapelle in Klotzsche (heute Darwinstr. 19). Sie gehörte zur Schlesischen Franziskanerprovinz (Silesia).

## Lage und Klosterbau

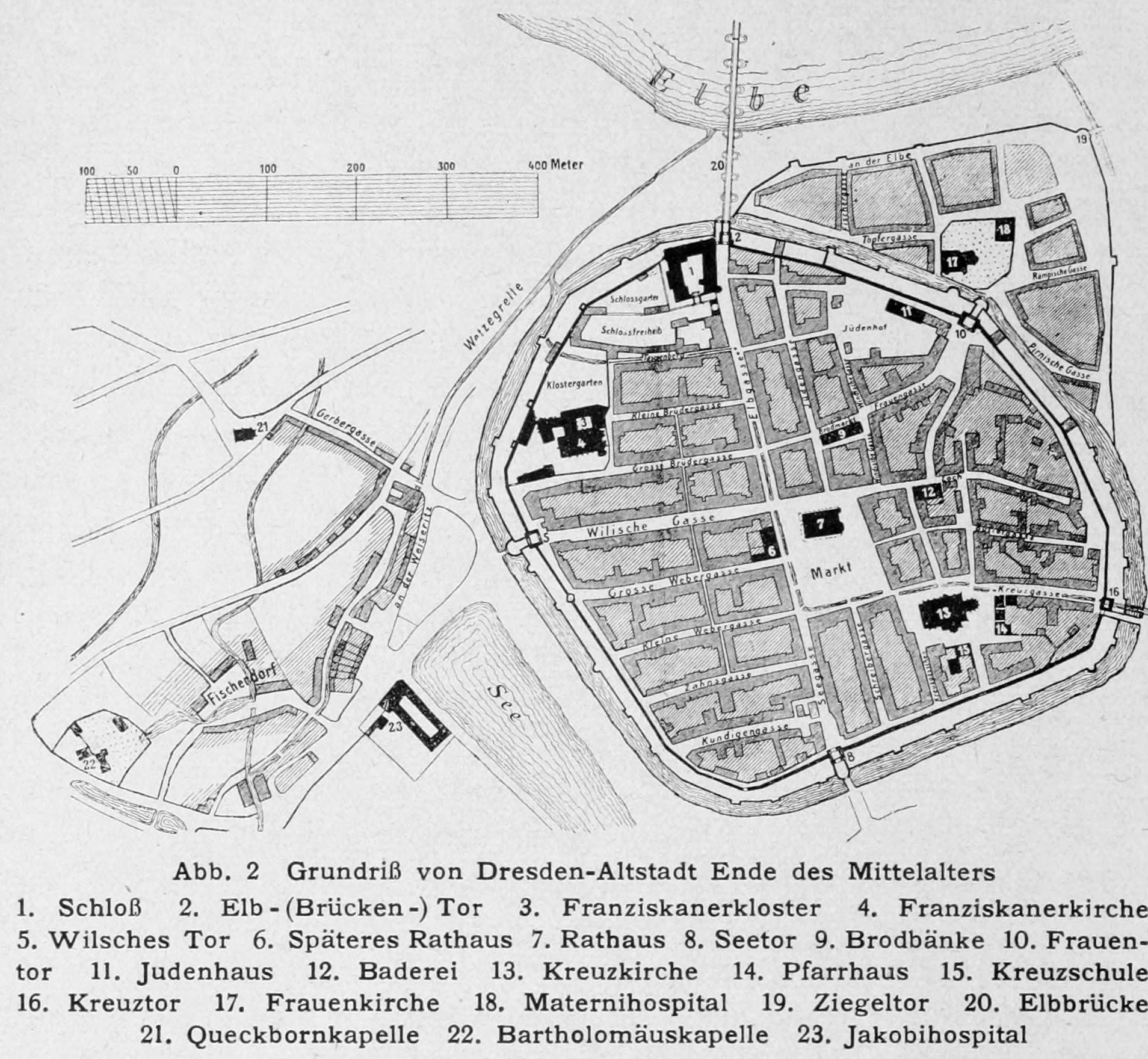
Lages des Franziskanerklosters Dresden (Nr. 3) auf einem Stadtplan Ende des Mittelalters

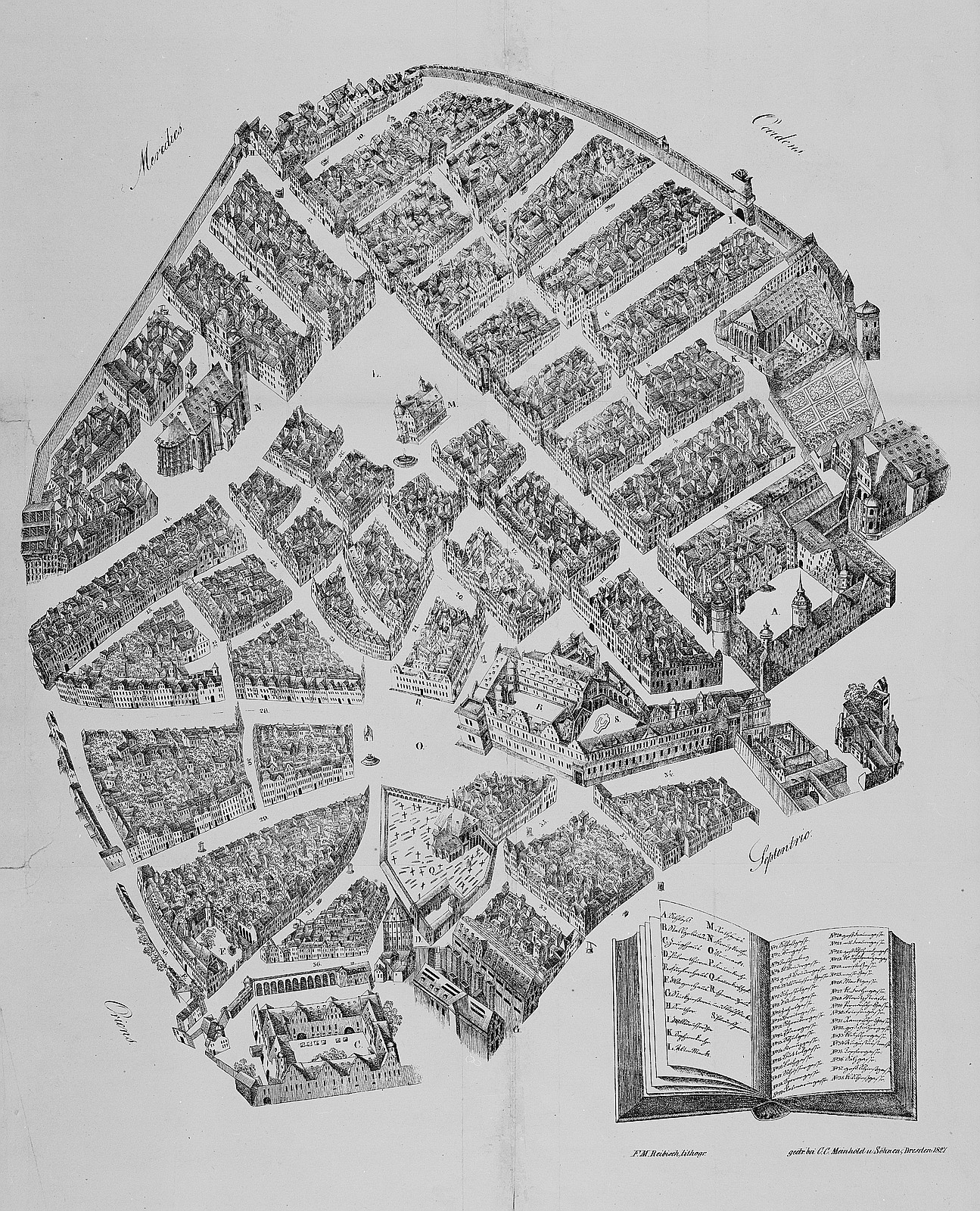
Das Kloster im Westen der Stadt auf einer Karte von 1634 rechts oben

Das Kloster wurde an einem „ziemlich unbeachteten Platz… in der Nähe der Stadtmauer“ gegründet, wie es für Franziskanerklöster in Norddeutschland damals üblich war. Es lag in der Nähe des markgräflichen Schlosses, hinter dem Kloster floss der Hauptarm des Kaitzbaches.
Das Kloster lag am nordwestlichen Ausgang der Großen und Kleinen Brüdergasse, die nach ihm benannt wurden. Die Kleine Brüdergasse wurde erstmals 1370 als perva platea minorum erwähnt, die Große Brüdergasse fand erstmals 1362 als Große Brudirgasse urkundliche Erwähnung. Beide Straßen hießen im Volksmund bis in die erste Hälfte des 18. Jahrhunderts auch Klostergasse, der Zugang zum Kloster befand sich gegenüber der Kleinen Brüdergasse.
Die Anlage des Klosters, dessen Gebäude einfach und bescheiden gehalten waren, lässt sich über eine 1550 entstandene Skizze nachvollziehen:

„Der kleinere Klosterhof war von drei zweigeschossigen Flügeln umgeben und schloß sich an die Nordseite der Klosterkirche an. Ein anderer Hof mit einem im Jahre 1486 errichteten Sommerhaus, nach den Rechnungen vermutlich mit sieben Zellen, lag an der Nordwestecke der Kirche.“

Nördlich des Klosters lag der Klostergarten. Gegenüber dem Kloster befand sich in der Großen Brüdergasse ein Regelhaus des Klarissenordens, deren Beichtvater das Franziskanerkloster stellte; die Nonnen wohnten dem Gottesdienst des Klosters bei.

## Die Franziskanerkirche

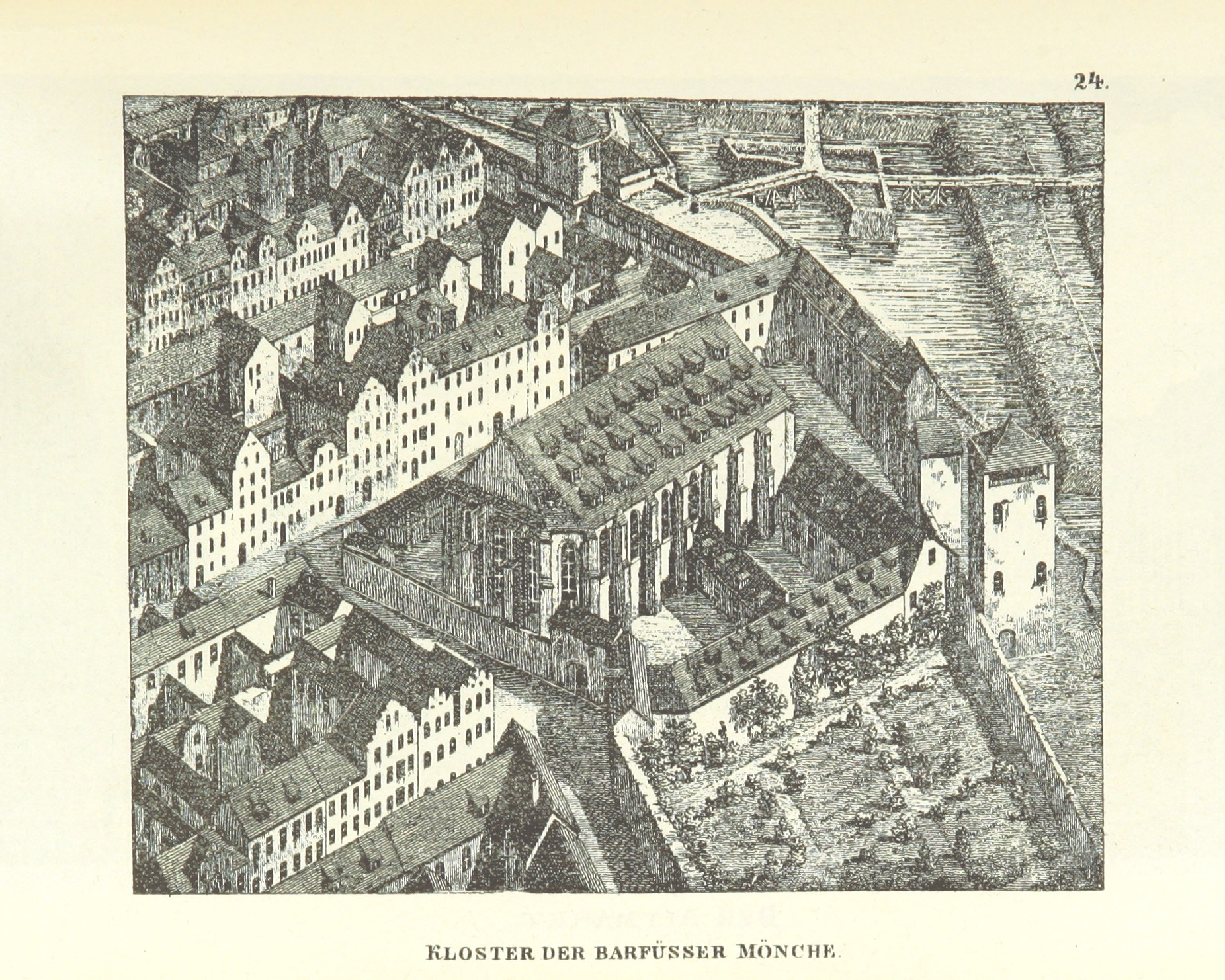
Die Franziskanerkirche 1634, Ausschnitt aus einem Stich aus der 1. Hälfte des 19. Jahrhunderts

Der erste Kirchenbau des Klosters war eine kleine und unscheinbare Kapelle, die 1351 durch einen schmucklosen Bau im Einklang mit den Regeln des Ordens im Stil einer Bettelordenskirche ersetzt wurde. Als Predigtkirche besaß das Gebäude einen saalartigen Innenraum, der allen Gläubigen das gute Hören der Predigt ermöglichte. Die Kirche wurde zweischiffig mit zwei Choranlagen gebaut und „beansprucht [daher] in der deutschen Baukunst eine besondere Stelle“. Normalerweise wurden einschiffige Saalkirchen erst nach Platzmangel durch Anbau eines zweiten Kirchenschiffs zu einer zweischiffigen Anlage.
Beide Kirchenschiffe der Klosterkirche waren gleich hoch und wurden im Inneren durch drei freie Pfeiler getrennt. Im Jahr 1421 wurde der östliche Teil der Kirche durch Baumeister Nicolaus Moller westlich um zwei Joche verlängert. In der zweiten Hälfte des 15. Jahrhunderts wurde die Kirche im Inneren überwölbt.
Die Kirche wurde um 1400 um die an den Südchor angebaute, fünf Meter breite und acht Meter lange, Busmannkapelle erweitert, die nach der Stifterfamilie Busmann benannt wurde. Sie wurde als Begräbniskapelle der Familie konzipiert. Die erhalten gebliebenen Konsolplastiken des Lorenz Busmann († vor 1412) und seiner Frau, die in der Kapelle angebracht waren, sind die frühesten bekannten Darstellungen Dresdner Einwohner. Die Mitglieder der Familie Busmann gehörten zur Franziskanerbruderschaft und wurden in der Tracht der Franziskaner beigesetzt.
Nach der Reformation wurde die Kirche unter anderen als Proviantraum genutzt. Dafür wurden unter anderem die Fenster zugemauert und Getreideböden eingezogen. Der 1555 formulierten Bitte des Rates der Stadt an Kurfürst August, die Klosterkirche wieder als Sakralbau nutzen zu dürfen, wurde nicht entsprochen. Erst, als die alte Frauenkirche und die alte Kreuzkirche als Begräbnisstätten nicht mehr ausreichten, wurde einem erneuten Antrag des Rates der Stadt im Jahr 1596 stattgegeben. Der Rat bat in seinem Antrag nur um die Rückgabe der „Kirche mit den beiden Getraideböden und d[e]s kleine[n] Vorhöfchen[s] gegen die große Brüdergasse“, nicht jedoch der restlichen Klosterbesitzungen. Im Juni 1599 übernahm der Rat der Stadt die Klosterkirche, die durch die jahrelange zweckfremde Nutzung erheblich beschädigt worden war und instand gesetzt werden musste. Obwohl die Vermittlung des Hofpredigers Polycarp Leyser, Sophie von Brandenburg als Geldgeberin zur Restaurierung zu gewinnen, fehlschlug, wurde die Kirche nach ihrer Restaurierung im Jahr 1602 erstmals als „Kirche zu S. Sophien“ benannt und auf den Namen „zu Sanct Sophien“ geweiht. Sophie von Brandenburg ließ der Kirche später reiche Stiftungen und Kunstwerke, so den Nosseni-Altar, zukommen.

## Besitz und Einkünfte
Der Dresdner Konvent besaß zunächst unweit des Klosters zahlreiche Obstgärten, die jedoch unter Georg dem Bärtigen der Stadtbefestigung weichen mussten. In Dippoldiswalde und Pirna befand sich je ein Terminierhaus des Ordens, in dem Brüder, die innerhalb ihrer Bettelbezirke Geld einsammelten (sogenannte „Terminanten“), übernachten konnten. Im Gegensatz zum Augustinerkloster in Altendresden besaßen die Franziskaner jedoch keine ausgedehnten Besitzungen. 
Ihre wichtigste Einnahmequelle war das Begräbnisrecht, das von den Laienbrüdern des Ordens in Anspruch genommen wurde. In Dresden waren ganze Zünfte, wie die Schuster- und Schneidergesellen, in der Bruderschaft der Franziskaner organisiert – aus den Begräbnissen dieser Mitglieder erzielte das Kloster seine Einnahmen. Das Begräbnis eines Schusters kostete nach erhaltenen Klosterrechnungen zwischen fünf und sechs Groschen, das eines Schneiders zehn Groschen. Die oftmals als Laienbrüder in den Orden eingetretenen Bürger waren für das Kloster auch als Stifter von Bedeutung, so forderten die Schneider nach der Auflösung des Klosters im Zuge der Reformation ihren gestifteten Kelch zurück.